# Fianna Fáil
El Fianna Fáil (pronunciado [ˌfʲiən̪ˠə ˈfˠaːlʲ]; la traducción tradicional del término irlandés sería «Guerreros del Destino»), conocido oficialmente como Fianna Fáil - El Partido Republicano, es un partido político irlandés posicionado entre el centro político y la centroderecha. Históricamente, el Fianna Fáil se ha ubicado a la izquierda del Fine Gael y a la derecha del Sinn Féin y el Partido Laborista. También se ve generalmente como un partido atrapalotodo y populista, que representa una amplia gama de personas de todas las clases sociales. Se ha alternado en el gobierno con el Fine Gael a lo largo de su historia, ya sea tanto con mayoría absoluta o con alianzas con el Partido Verde o los Demócratas Progresistas; por lo tanto es uno de los principales partidos del país.
Actualmente lidera el gobierno irlandés, con el Taoiseach Micheál Martin a la cabeza.

## Historia
Fundado en 1926 por Éamon de Valera y sus seguidores del Sinn Féin opuestos al Tratado Anglo-Irlandés de 1921, se proponía propulsar la independencia de Irlanda. Elaboró un programa de carácter socializante y en 1932 alcanzó el poder, que ha ostentado de manera intermitente a lo largo de toda la historia de Irlanda. Todos sus dirigentes han ocupado alguna vez el cargo de Taoiseach.
Cuenta con unas juventudes del partido, Ógra Fianna Fáil, formada a mediados de la década de 1970 y muy activa. A nivel europeo, el Fianna Fáil ha sido miembro del grupo europarlamentario Unión por la Europa de las Naciones y del Grupo de los Conservadores y Reformistas Europeos, pero en 2004 se alió con Alianza de los Demócratas y Liberales por Europa.

## Líderes del partido
Tanto Mary McAleese, expresidenta de la República de Irlanda, como Brian Cowen antiguo Taoiseach (primer ministro) pertenecen a este partido. Sin embargo, desde el 26 de enero de 2011, el líder es Micheál Martin, quien asumió tras la dimisión de Cowen causada por una intensa crisis de gobierno y se convirtió finalmente en Taoiseach en junio de 2020.

## Resultados en elecciones generales
| Elección   | Escaños ganados | ±  | Posición | 1.ª Pref. de voto | %     | Gobierno                                     | Líder           |
| ---------- | --------------- | -- | -------- | ----------------- | ----- | -------------------------------------------- | --------------- |
| 1927 (Jun) | 44/153          | 44 | 2.º      | 299 486           | 26,2% | Oposición                                    | Éamon de Valera |
| 1927 (Sep) | 57/153          | 13 | 2.º      | 411 777           | 35,2% | Oposición                                    | Éamon de Valera |
| 1932       | 72/153          | 15 | 1ro      | 566 498           | 44,5% | Gobierno en minoría (apoyado por Lab)        | Éamon de Valera |
| 1933       | 77/153          | 5  | 1ro      | 689 054           | 49,7% | Gobierno en minoría (apoyado por Lab)        | Éamon de Valera |
| 1937       | 69/138          | 8  | 1ro      | 599 040           | 45,2% | Gobierno en minoría (apoyado por Lab)        | Éamon de Valera |
| 1938       | 77/138          | 8  | 1ro      | 667 996           | 51,9% | Gobierno con mayoría absoluta                | Éamon de Valera |
| 1943       | 67/138          | 10 | 1ro      | 557 525           | 41,9% | Gobierno en minoría                          | Éamon de Valera |
| 1944       | 76/138          | 9  | 1ro      | 595 259           | 48,9% | Gobierno con mayoría absoluta                | Éamon de Valera |
| 1948       | 68/147          | 8  | 1ro      | 553 914           | 41,9% | Oposición                                    | Éamon de Valera |
| 1951       | 69/147          | 1  | 1ro      | 616 212           | 46,3% | Gobierno en minoría (apoyado por Ind)        | Éamon de Valera |
| 1954       | 65/147          | 4  | 1ro      | 578 960           | 43,4% | Oposición                                    | Éamon de Valera |
| 1957       | 78/147          | 13 | 1ro      | 592 994           | 48,3% | Gobierno con mayoría absoluta                | Éamon de Valera |
| 1961       | 70/144          | 8  | 1ro      | 512 073           | 43,8% | Gobierno en minoría (apoyado por Ind)        | Seán Lemass     |
| 1965       | 72/144          | 2  | 1ro      | 597 414           | 47,7% | Gobierno con mayoría absoluta                | Seán Lemass     |
| 1969       | 75/144          | 3  | 1ro      | 602 234           | 45,7% | Gobierno con mayoría absoluta                | Jack Lynch      |
| 1973       | 69/144          | 6  | 1ro      | 624 528           | 46,2% | Oposición                                    | Jack Lynch      |
| 1977       | 84/148          | 15 | 1ro      | 811 615           | 50,6% | Gobierno con mayoría absoluta                | Jack Lynch      |
| 1981       | 78/166          | 6  | 1ro      | 777 616           | 45,3% | Oposición                                    | Charles Haughey |
| 1982 (Feb) | 81/166          | 3  | 1ro      | 786 951           | 47,3% | Gobierno en minoría (apoyado por SFWP e Ind) | Charles Haughey |
| 1982 (Nov) | 75/166          | 6  | 1ro      | 763 313           | 45,2% | Oposición                                    | Charles Haughey |
| 1987       | 81/166          | 6  | 1ro      | 784 547           | 44,1% | Gobierno en minoría (apoyado por Ind)        | Charles Haughey |
| 1989       | 77/166          | 4  | 1ro      | 731 472           | 44,1% | Coalición (FF-PD)                            | Charles Haughey |
| 1992       | 68/166          | 9  | 1ro      | 674 650           | 39,1% | Coalición (FF-Lab)                           | Albert Reynolds |
| 1992       | 68/166          | 9  | 1ro      | 674 650           | 39,1% | Oposición (desde diciembre de 1994)          | Albert Reynolds |
| 1997       | 77/166          | 9  | 1ro      | 703 682           | 39,3% | Coalición (FF-PD)                            | Bertie Ahern    |
| 2002       | 81/166          | 4  | 1ro      | 770 748           | 41,5% | Coalición (FF-PD)                            | Bertie Ahern    |
| 2007       | 77/166          | 4  | 1ro      | 858 565           | 41,6% | Coalición (FF-PV-PD)                         | Bertie Ahern    |
| 2011       | 20/166          | 57 | 3.º      | 387 358           | 17,5% | Oposición                                    | Micheál Martin  |
| 2016       | 44/158          | 23 | 2.º      | 519 356           | 24,3% | Apoyo externo (gobierno en minoría de FG)    | Micheál Martin  |
| 2020       | 37/160          | 7  | 2.º      | 484 320           | 22,2% | Coalición (FF-FG-PV)                         | Micheál Martin  |